# Herbertorossia ungulata
Herbertorossia ungulata är en nattsländeart som först beskrevs av Georg Ulmer 1906.  Herbertorossia ungulata ingår i släktet Herbertorossia och familjen ryssjenattsländor. Inga underarter finns listade i Catalogue of Life.